# HEY JERKS
「HEY JERKS」（ヘイ・ジャークス）は、Youjeenの1枚目のシングルである。2001年3月23日発売。

## 概要
Youjeenの日本発売デビュー作品。M-1は元フーファイターズのフランツ・ストールが書き下ろした。

## 収録曲
全編曲：J
1. HEY JERKS
  - 作詞：J
  - 作曲：フランツ・ストール
2. WITCH
  - 作詞：Youjeen
  - 作曲：J
3. HEY JERKS [ENGLISH VERSION]
  - 作詞：J・3+3（英訳詞）
  - 作曲：フランツ・ストール